# Ґізела Арендт
Ґізела Арендт (нім. Gisela Arendt, 5 листопада 1918 — 18 лютого 1969) — німецька плавчиня.
Призерка Олімпійських Ігор 1936 року, учасниця 1952 року.
Призерка Чемпіонату Європи з водних видів спорту 1934 року.